# Певзнер, Константин Григорьевич
Константин Григорьевич Певзнер (24 июня 1924 — 29 августа 1990) — советский композитор, дирижёр. Заслуженный деятель искусств Грузинской ССР (1966).

## Биография
Родился 24 июня 1924 года в Баку.
В 1941 призван в армию, участник Великой Отечественной войны. Демобилизован в 1943 году.
В 1953 году окончил Азербайджанскую консерваторию по классу композиции у Кара Караева.
В 1958 году основал и стал музыкальным руководителем Государственного эстрадного оркестра «Рэро» при Грузинской государственной филармонии в Тбилиси, где проработал до 1974 года, после чего перешёл в Государственный эстрадный оркестр РСФСР на должность музыкального руководителя.
Автор знаменитой «Оранжевой песни» на стихи Аркадия Арканова и Григория Горина, которую впервые в 1965 году исполнила Ирма Сохадзе.
Умер в Москве 29 августа 1990 года.

## Творчество
- Оперетты:

1949 — «Важная персона»
1954 — «Всегда с любимой»
1962 — «Седьмое небо»
- Пьесы для симфонического оркестра
- Пьесы для эстрадного оркестра
- Музыка к кинофильмам:

1966 — «Игра без ничьей»;
1969 — «Смерть филателиста»;
1971 — «Рэро принимает гостей»;
1975 — «Ребята с Сиреневой улицы».
- Музыка к спектаклям Тбилисского театра русской драмы им. Грибоедова
- Песни:

«Оранжевая песня» (ст. А. Арканова и Г. Горина) — исп. Ирма Сохадзе;
«Колдовство весеннее» (ст. П. Грузинского);
«Ачу-ачу» (ст. Я. Акима) — исп. Венера Майсурадзе;
«Кошка и плов» (ст. Г. Строганова) — исп. Рашид Бейбутов;
«Фарида» (ст. Г. Строганова) — исп. Рашид Бейбутов;
«Встреча в Москве» (ст. Л. Гегелия и Н. Сидорова) — исп. Лили Гегелия.